# شهرستان سوخولوژسکی
شهرستان سوخولوژسکی (به لاتین: Sukholozhsky District) یک شهرستان در روسیه است که در استان سوردلوفسک واقع شده‌است.